# 미도리카와 레타스
미도리카와 레타스 (한국명: 베레티)는 베리베리 뮤우뮤우의 등장인물이다. 애니메이션에서 목소리를 연기한 성우는 일본판은 사쿠마 쿠미과 쥬니 료코이고 한국판은 양정화과 이유리이다.

## 개요
베리베리 뮤우뮤우의 등장인물. 국내명은 구작은 배레티, 신작은 연그린, 영문판 이름은 브리짓 버던트(Bridget Verdant).
이미지 컬러는 녹색. 특기는 요리·과자 만들기. 좋아하는 음식은 조림·쇼트케이크·밀크 레프. 지금 가지고 싶은 것은 용기. 이름의 유래는 상추.
시력이 좋지 않아 안경을 쓰고 다니는 얌전하고 조용한 성격의 캐릭터. 모범생으로 보일 것 같으나 사실은 꽤나 덜렁거리는 구석이 있어서 번번히 실수를 저지르고는 한다. 그러나 요리를 제외하고도 바느질에도 꽤 깊은 조예가 있어서 인형을 잘 만든다.

## 특징
원작에선 친구들의 따돌림으로 어쩔 수 없이 동물원에 왔다가 이치고를 만난다. 하지만 갑작스런 지진으로 인해 몸 속으로 상괭이의 유전자가 들어간다. TV판에서는 우연히 이치고와 길에서 부딪혀 만나게 되고 학교 수영장에서 유전자가 들어가 뮤 레타스로 변한다. 그로 인해 3번째로 합류한다. 거절을 못하는 소심한 면모를 가지고 있어서 평소에 질이 좋지 않은 친구들에게 이용을 당하고 있었으나 결국 이러한 영향 때문에 정신 불안정으로 인해 능력 폭주로 이어지게 된다. 따라서 본의 아니게 이치고와 민트를 공격하기도 했으나 이치고가 그녀를 저지하고, 이치고에게서 큰 도움을 받아서 잘 해결된다. 이후에는 이치고 일행과 친해지게 되면서 이전보다 더 밝은 성격이 되었으며, 상대방에게 제대로 거절 의사를 표현할 수 있게 되었으므로 이전처럼 이용을 당하지는 않는다. 초반에는 단역 캐릭터를 짝사랑하다가, 애니메이션에선 뜬금 없이 중반부부터 시로가네 료를 짝사랑하게끔 그려졌다. 그렇다고 두 사람의 러브 라인이 많이 다뤄진 건 아니고 애니 군데군데 다뤄졌는데 보면 알겠지만 두 사람의 결말이 상당히 엉성하기 짝이 없다. 다만 이점은 애니메이션 회사측의 문제로 원작에 있던 시로가네와 레타스간의 러브라인 묘사를 빼버리거나 바꿔버리는 일이 종종 있었기 때문이다. 사실 구판 애니메이션을 담당한 회사가 캐릭터 편파와 원작 파괴로 유명한 스튜디오 피에로였음을 생각해보면 그렇게 놀랄 일은 아니다.
일본판 한정으로 존댓말을 쓰지만 한국판은 정서의 차이 때문인지 3화 초반을 빼면 그냥 반말을 쓴다. 또한 물을 무서워 하지만 시간이 지나고 어느 정도 극복하게 된다. 리메이크 더빙판에서도 민트와 마찬가지로 원판처럼 존댓말을 쓴다.
청순하며 조용한 모범생, 물 속성이 미즈노 아미와 닮았다. 거기다 시력이 안 좋은 것까지.